# Childebert 3.
Childebert 3., kaldet den retfærdige (fransk: le Juste) (670 eller antagelig 683-23. april 711), var søn af Teoderik III og Clotilda (eller Doda) og var frankernes konge (695-711). Han var tilsyneladende en marionet for rigshovmesteren Pipin af Heristal, selv om hans placita viser ham, når han dømmer efter sin egen vilje, selv mod pipinide-klanen. Hans kaldenavn har ingen fornuftig begrundelse uden at det muligvis er et resultat af disse afgørelser, for Liber historiae Francorum kalder ham en "berømt mand" og en "retfærdig mand med godt ry".
Han giftede sig i 697 med Edonne og fik en søn med hende kaldet Dagobert, som efterfulgte ham. Det er muligt, men ikke særlig sandsynligt, at Klotar IV også var hans søn. Han tilbragte næsten hele livet i en kongelig villa ved Oise.
Det var under hans styre på 16 år, at biskoppen i Avranches, Saint Aubert, på opfordring fra ærkeenglen Mikael i 708 grundlagde klosteret i Mont-Saint-Michel.
Da han døde den 23. april 711, begyndte det sydlige Gallien at blive uafhængigt. Burgund under biskop Savarik af Auxerre, Aquitaine under hertug Odo den store og Provence under Antenor. Han blev gravlagt i kirken til Sankt Stefan ved Choisy-au-Bac nær Compiègne.